# Championnat de Grèce de football 1960-1961
Navigation
Saison précédente Saison suivante
La saison 1960-1961 du Championnat de Grèce de football était la 13e édition de la première division grecque et la deuxième à se dérouler sous la forme d'une poule unique. En effet, depuis 1928 et la création d'un championnat national, le Championnat Panhellénique, la compétition comportait une première phase avec des championnats régionaux puis une poule finale regroupant les meilleures équipes de chaque région.
Lors de cette saison, le Panathinaikos a tenté de conserver  son titre de champion de Grèce face aux quinze meilleurs clubs grecs lors d'une série de matchs se déroulant sur toute l'année. Les seize clubs participants au championnat ont été confrontés à deux reprises aux quinze autres.
À l'issue de la saison, le Panathinaikos d'Athènes a conservé son titre et a été sacré champion de Grèce pour la cinquième fois de son histoire.

## Qualifications en Coupe d'Europe
À l'issue de la saison, le club champion se qualifie pour la Coupe d'Europe des clubs champions 1961-62. Le vainqueur de la Coupe de Grèce est quant à lui qualifié pour la Coupe d'Europe des vainqueurs de coupe 1961-62.

## Les 16 clubs participants
| Club                  | Classement 1959-60 | Stade                  | Capacité | Ville         |
| --------------------- | ------------------ | ---------------------- | -------- | ------------- |
| AEK Athènes           | 2                  | Stade Olympique        | 71 030   | Athènes       |
| Apollon Smyrnis       | 4                  | Stade Georgios Kamaras | 14 200   | Athènes       |
| Apollon Kalamarias    | 11                 | Stade Apollon          | 7 000    | Kalamaria     |
| Aris Salonique        | 8                  | Harilaou Stadion       | 18 308   | Salonique     |
| Atromitos Le Pirée    | Beta Ethniki       | Stade Peristeri        | 10 200   | Le Pirée      |
| Doxa Drama            | 6                  | Doxa Drama Stadium     | 7 000    | Drama         |
| Ethnikos Piraeus      | 12                 | Elliniko Stadium       | 10 800   | Le Pirée      |
| Fostiras FC           | Beta Ethniki       | Stade de Tavros        | 14 200   | Tavros        |
| Iraklis Thessalonique | 9                  | Stade Kaftantzoglio    | 28 000   | Thessalonique |
| Olympiakos Le Pirée   | 3                  | Stade Karaiskaki       | 33 334   | Le Pirée      |
| Panathinaikos         | 1                  | Stade Olympique        | 71 030   | Athènes       |
| Panegialios           | 13                 | Aigio Stadium          | 35 049   | Aigion        |
| Panionios             | 5                  | Stade Nea Smyrnis      | 11 700   | Athènes       |
| PAOK Salonique        | 7                  | Toumba Stadion         | 28 701   | Thessalonique |
| Proodeftiki           | 10                 | Stade Nikaias          | 4 361    | Korydallos    |
| Thermaikos            | Beta Ethniki       | Stade de Thérmi        | 6 000    | Thérmi        |

## Compétition

### Classement
Le classement est établi sur le barème de points suivant :
- Victoire : 3 points
- Match nul : 2 points
- Défaite : 1 point
- Forfait ou abandon du match : 0 point

Pour départager les égalités, les équipes jouent une (ou plusieurs si elles sont plus de 2) rencontres d'appui sur terrain neutre. En cas de match nul, c'est l'équipe qui a la meilleure différence de buts au classement général qui est déclarée vainqueur. 
| Rang | Équipe                 | Pts | J  | G  | N  | P  | Bp | Bc | Diff |
| ---- | ---------------------- | --- | -- | -- | -- | -- | -- | -- | ---- |
| 1    | Panathinaikos (T)      | 80  | 30 | 23 | 4  | 3  | 71 | 23 | +48  |
| 2    | Olympiakos (C)         | 73  | 30 | 19 | 5  | 6  | 62 | 23 | +39  |
| 3    | Panionios              | 70  | 30 | 17 | 6  | 7  | 55 | 37 | +18  |
| 4    | AEK Athènes -1         | 69  | 30 | 17 | 6  | 7  | 64 | 32 | +32  |
| 5    | Apollon Smyrnis        | 63  | 30 | 10 | 13 | 7  | 56 | 41 | +15  |
| 6    | Ethnikos Piraeus       | 62  | 30 | 11 | 10 | 9  | 33 | 29 | +4   |
| 7    | Doxa Drama             | 62  | 30 | 12 | 8  | 10 | 48 | 50 | -2   |
| 8    | Iraklis Salonique      | 61  | 30 | 12 | 7  | 11 | 35 | 31 | +4   |
| 9    | Fostiras FC (P)        | 60  | 30 | 12 | 6  | 12 | 44 | 48 | -4   |
| 10   | PAOK Salonique         | 59  | 30 | 7  | 15 | 8  | 31 | 33 | -2   |
| 11   | Proodeftiki            | 57  | 30 | 9  | 9  | 12 | 37 | 49 | -12  |
| 12   | Aris Salonique         | 57  | 30 | 10 | 7  | 13 | 30 | 41 | -11  |
| 13   | Apollon Kalamarias     | 54  | 30 | 8  | 8  | 14 | 31 | 38 | -7   |
| 14   | Panegialios            | 47  | 30 | 5  | 7  | 18 | 26 | 60 | -34  |
| 15   | Thermaikos (P)         | 44  | 30 | 3  | 8  | 19 | 33 | 75 | -42  |
| 16   | Atromitos Le Pirée (P) | 40  | 30 | 2  | 7  | 21 | 19 | 65 | -46  |

| Légende : Qualifications et relégations | Légende : Qualifications et relégations                                                                        |
| --------------------------------------- | --- |
|                                         | Coupe d'Europe des Clubs champions 1961-1962                                                                   |
|                                         | Coupe d'Europe des vainqueurs de coupe 1961-1962                                                               |
|                                         | Coupe d'Europe des villes de foires 1961-1962                                                                  |
|                                         | Relégation en Beta Ethniki                                                                                     |
|                                         | (T) : Tenant du titre 1959-1960 (C) : Vainqueurs de la Coupe de Grèce de football (P) : Promus de Beta Ethniki |

- L'AEK Athènes a reçu une pénalité d'un point

### Matchs
| Résultats (▼dom., ►ext.)                                   | AEK | ApS | ApK | Ari | Atr | Dox | Eth | Fos | Ira | Oly | Pan | Png | Pnn | PAO | Pro | The |
| AEK Athènes                                                |     | 1-0 | 1-0 | 0-0 | 7-0 | 0-0 | 4-2 | 4-2 | 1-0 | 4-1 | 2-1 | 6-0 | 1-2 | 3-0 | 1-1 | 3-1 |
| Apollon Smyrnis                                            | 2-4 |     | 3-1 | 3-0 | 3-0 | 7-1 | 0-0 | 2-2 | 2-1 | 0-1 | 1-3 | 5-1 | 1-0 | 2-0 | 2-2 | 6-2 |
| Apollon Kalamarias                                         | 0-3 | 4-2 |     | 0-0 | 0-0 | 1-2 | 0-1 | 1-0 | 1-0 | 0-2 | 1-2 | 0-0 | 0-1 | 1-1 | 0-1 | 4-0 |
| Aris Salonique                                             | 3-1 | 2-1 | 1-2 |     | 2-0 | 3-0 | 0-1 | 2-1 | 0-1 | 0-0 | 0-3 | 2-1 | 2-5 | 1-1 | 2-0 | 2-1 |
| Atromitos Le Pirée                                         | 0-4 | 0-0 | 0-1 | 0-1 |     | 1-2 | 0-4 | 0-1 | 1-1 | 1-3 | 0-2 | 3-0 | 1-1 | 1-1 | 0-2 | 3-1 |
| Doxa Drama                                                 | 1-0 | 3-0 | 1-2 | 2-1 | 6-4 |     | 1-1 | 6-2 | 1-1 | 1-0 | 0-1 | 1-1 | 2-2 | 2-0 | 3-1 | 2-2 |
| Ethnikos Piraeus                                           | 1-1 | 0-0 | 2-0 | 1-1 | 0-0 | 2-1 |     | 1-1 | 2-1 | 1-0 | 0-1 | 2-0 | 4-1 | 0-1 | 0-3 | 1-1 |
| Fostiras FC                                                | 0-1 | 2-2 | 3-2 | 4-0 | 3-1 | 2-0 | 1-0 |     | 2-0 | 1-0 | 1-5 | 1-0 | 1-2 | 0-0 | 1-0 | 3-0 |
| Iraklis Thessalonique                                      | 0-2 | 2-2 | 2-0 | 0-2 | 4-0 | 1-2 | 2-1 | 0-0 |     | 2-1 | 1-0 | 1-0 | 1-0 | 1-1 | 2-0 | 2-1 |
| Olympiakos                                                 | 3-1 | 1-1 | 1-0 | 3-1 | 3-0 | 3-0 | 2-0 | 7-1 | 2-1 |     | 1-0 | 2-0 | 5-1 | 1-1 | 3-0 | 5-1 |
| Panathinaikos                                              | 2-0 | 1-1 | 2-0 | 1-0 | 5-1 | 2-0 | 0-0 | 5-2 | 1-0 | 1-0 |     | 4-1 | 4-2 | 2-0 | 8-1 | 4-2 |
| Panegialios                                                | 1-1 | 2-2 | 1-1 | 1-0 | 1-0 | 3-1 | 1-3 | 2-6 | 1-3 | 1-4 | 1-3 |     | 0-1 | 2-2 | 1-0 | 2-3 |
| Panionios                                                  | 2-1 | 1-2 | 2-2 | 3-0 | 2-0 | 3-2 | 4-1 | 0-0 | 2-1 | 0-0 | 3-3 | 1-0 |     | 1-2 | 1-0 | 4-0 |
| PAOK Salonique                                             | 1-1 | 1-1 | 2-2 | 3-0 | 2-0 | 0-0 | 0-0 | 2-0 | 1-1 | 0-2 | 0-1 | 0-0 | 1-2 |     | 1-3 | 1-0 |
| Proodeftiki                                                | 4-2 | 2-2 | 2-1 | 1-1 | 1-0 | 2-3 | 1-2 | 2-1 | 1-1 | 1-1 | 1-3 | 1-0 | 0-4 | 2-2 |     | 2-0 |
| Thermaikos                                                 | 2-4 | 1-1 | 1-4 | 1-1 | 2-2 | 2-2 | 1-0 | 1-0 | 1-2 | 2-5 | 1-1 | 1-2 | 0-2 | 1-4 | 1-1 |     |
| - Victoire à domicile - Match nul - Victoire à l'extérieur |     |     |     |     |     |     |     |     |     |     |     |     |     |     |     |     |

### Matchs de barrages

#### Pour la6eplace
| Équipe 1          | Résultat | Équipe 2   |
| ----------------- | -------- | ---------- |
| Ethnikos Le Pirée | 2-1      | Doxa Drama |

#### Pour la11eplace
| Équipe 1       | Résultat | Équipe 2       |
| -------------- | -------- | -------------- |
| AO Proodeftiki | 2-0      | Aris Salonique |

## Bilan de la saison
| Tableau d'Honneur                |                     |
| Compétition                      | Vainqueur           |
| Championnat de Grèce de football | Panathinaikos       |
| Coupe de Grèce de football       | Olympiakos Le Pirée |

| Qualifications européennes 1961-1962             |                   |
| Coupe d'Europe des Clubs champions 1961-1962     | Qualifié          |
| 1er tour                                         | Panathinaikos     |
| Coupe d'Europe des vainqueurs de Coupe 1961-1962 | Qualifié          |
| 1er tour                                         | Olympiakos        |
| Coupe d'Europe des villes de foires 1961-1962    | Qualifié          |
| 1er tour                                         | Iraklis Salonique |

| Promotions et relégations |                                           |
| Relégués en Beta Ethniki  | Panegialios Thermaikos Atromitos Le Pirée |
| Promus de Beta Ethniki    | Niki Volos AO Aigáleo Panelefsiniakos     |

## Statistiques

### Meilleurs buteurs
| #  | Buteurs              | Clubs           | Nb de Buts |
| -- | -------------------- | --------------- | ---------- |
| 1  | Kostas Nestoridis    | AEK Athènes     | 27         |
| 2  | Andreas Papaemanouil | Panathinaikos   | 23         |
| 3  | Dimitrios Bernardos  | Panathinaikos   | 19         |
| 4  | Georgios Deimezis    | Fostiras FC     | 18         |
| 5  | Grigoris Grigoriadis | Doxa Drama      | 17         |
| 6  | Thanassis Saravakos  | Panionios       | 14         |
| 6  | George Sideris       | Olympiakos      | 14         |
| 8  | Aris Papazoglou      | Olympiakos      | 13         |
| 9  | Plastiras Xilas      | Thermaikos      | 12         |
| 9  | Christos Georgalas   | Fostiras FC     | 12         |
| 11 | Dimitris Skordas     | Apollon Smyrnis | 11         |